# قطار "A" را بگیر
«قطار A را بگیر» (به انگلیسی: Take the "A" Train) یک قطعهٔ استاندارد جاز از بیلی استریهورن است که ترانه معرف ارکستر دوک الینگتون به شمار می‌رفت. این احتمالاً مشهورترین قطعهٔ مشترک این دو موسیقی‌دان آمریکایی است.